# Malheur

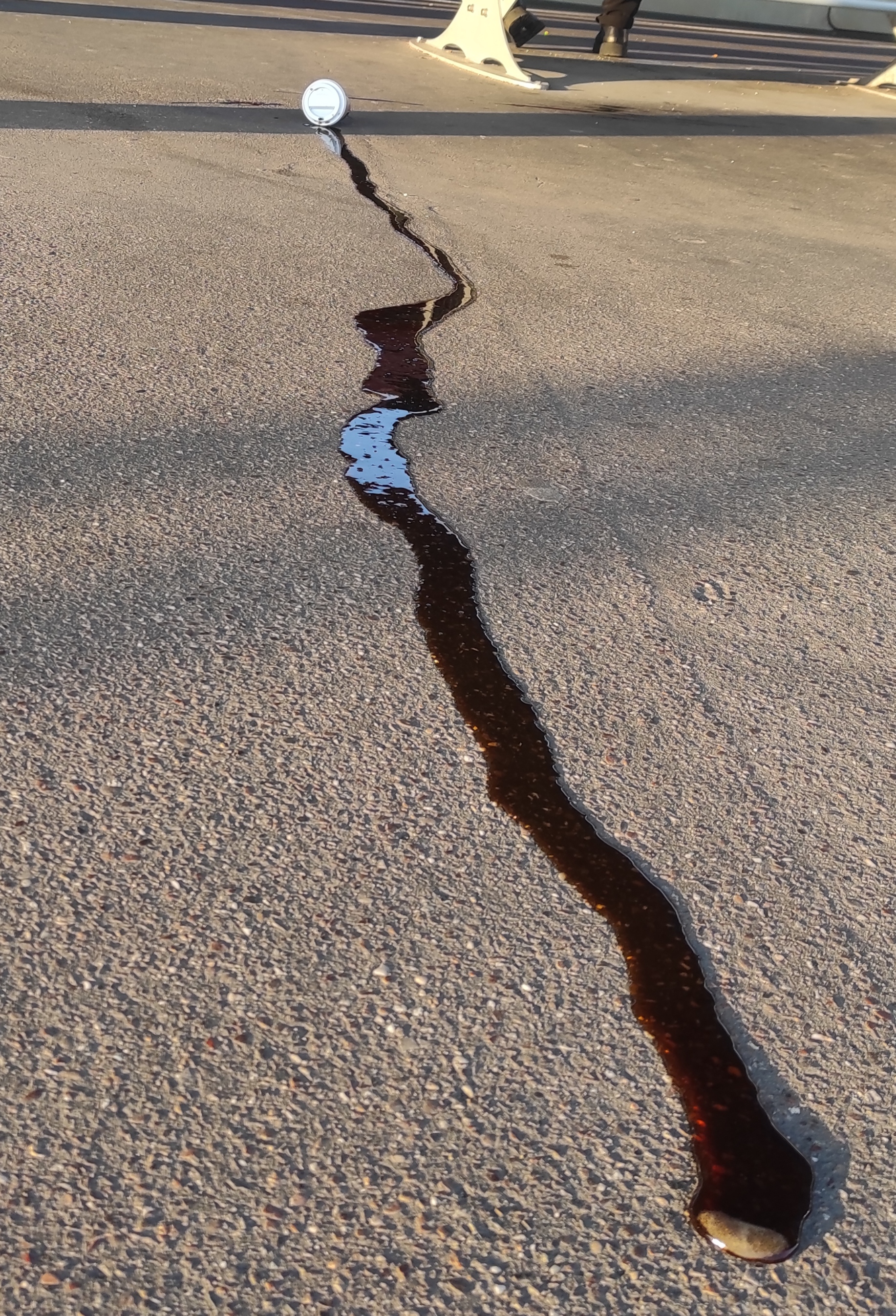
Malheur in Form eines versehentlich verschütteten Kaffeebechers

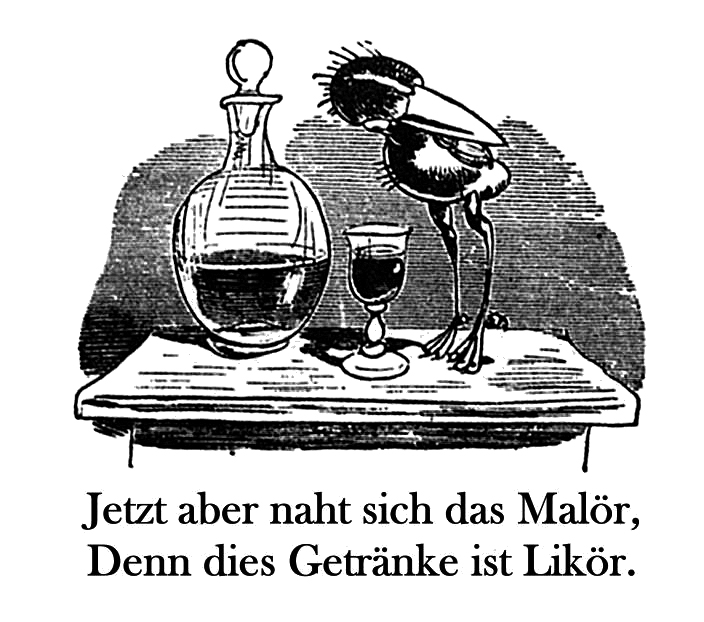
Das „Malör“ in eingedeutschter Schreibweise bei Hans Huckebein, der Unglücksrabe (1867)

Malheur (frz.: IPA: [maˈlœʀ], anhörenⓘ; dt.: IPA: [maˈløːɐ̯], anhörenⓘ) ist ein aus dem Französischen stammendes, in der deutschen Sprache gebräuchliches Fremdwort. 
Das französische malheur bedeutet so viel wie „schlechte Stunde“ (im Gegensatz zu bonheur, „Glück“, wörtlich „gute Stunde“). Eigentlich bezeichnet es einen Unglücksfall, wird aber meist im Sinne von Missgeschick oder gar Unfall gebraucht – jedenfalls immer in Verbindung mit einem Ereignis und nicht mit einem länger andauernden Zustand – also nicht bezogen auf das Fehlen oder Ausbleiben von Glück, etwa das „Unglücklichsein“ oder die Pechsträhne.
So hat zum Beispiel jemand, dem ein kleines Malheur geschehen ist, einfach Pech gehabt – ob er gestolpert ist oder bestohlen wurde, ob er den Zug versäumt oder seine Hausschlüssel verloren hat; bei Kleinkindern: sich in die Hosen gemacht hat. Noch öfter wird „Malheur“ aber abmildernd (euphemistisch) verwandt, zum Beispiel als Trost: „Das ist nur ein Malheur!“
In einigen deutschen Dialekten existieren auch davon abgeleitete Verben, wie vermalören (z. B. im Wolgadeutschen) für „etwas in den Sand setzen“. So wird in der kölschen Aussprache mit e Malörche nicht abwertend ein uneheliches Kind gemeint.
Im süddeutschen Raum wird, je nach Gegend, Malheur auch als Synonym für krankheitsbedingte Schmerzen verwendet, z. B. „Ich habe Malheur mit dem Knie!“

## Belege
1. ↑  Malheur, das. In: duden.de. Abgerufen am 28. Mai 2021.
2. ↑  Eva-Maria Krech, Eberhard Stock, Ursula Hirschfeld, Lutz Christian Anders: Deutsches Aussprachewörterbuch. 1. Auflage. Walter de Gruyter, Berlin, New York 2009, ISBN 978-3-11-018202-6, S. 720.